# Ciutadella de Menorca
Ciutadella de Menorca (em catalão e oficialmente; em castelhano: Ciudadela de Menorca) é um município da Espanha na ilha de Minorca, província e comunidade autónoma das Ilhas Baleares. Tem 186,3 km² de área e em 2021 tinha 30 638 habitantes (densidade: 164,5 hab./km²).

## Demografia
| Variação demográfica do município entre 1991 e 2004 [carece de fontes?] | Variação demográfica do município entre 1991 e 2004 [carece de fontes?] | Variação demográfica do município entre 1991 e 2004 [carece de fontes?] | Variação demográfica do município entre 1991 e 2004 [carece de fontes?] |
| ----------------------------------------------------------------------- | ----------------------------------------------------------------------- | ----------------------------------------------------------------------- | ----------------------------------------------------------------------- |
| 1991                                                                    | 1996                                                                    | 2001                                                                    | 2004                                                                    |
| 20 874                                                                  | 21 296                                                                  | 23 103                                                                  | 26 073                                                                  |